# Salmo 28
El salmo 28  es, según la numeración hebrea, el vigesimoctavo salmo del Libro de los salmos de la Biblia. Corresponde al salmo 27 según la numeración de la Biblia Septuaginta griega, empleada también en la Vulgata latina. Por este motivo, recogiendo la doble numeración, a este salmo también se le refiere como el salmo 28 (27). El Libro de los Salmos forma parte de la tercera sección de la Biblia en hebreo. En latín, se conoce por el íncipit, «Exaudi vocem deprecationis meae».
El Salmo 28 se utiliza tanto en las liturgias judías como en las cristianas. A menudo se ha puesto música.
Charles y Emilie Briggs sugieren que debe datarse del "período babilónico tardío poco antes del exilio" que ocurrió en 587 o 586 a. C.

## Revelación general
En el Salmo 28: 5, la mano de Dios se ve claramente en la naturaleza y la historia según la exégesis de Charles Spurgeon, un ejemplo de revelación general .
Versículo 5. Porque no consideran las obras del Señor, ni la operación de sus manos.Dios obra en la creación: la naturaleza está llena de pruebas de su sabiduría y bondad, pero a la vez ciega los ateos se niegan a verlo: él trabaja en la providencia, gobernando y anulando, y su mano es muy manifiesto en la historia humana

## Texto

### Versión de Biblia hebrea
El siguiente es el texto hebreo del Salmo 28:
| # | Hebreo                                                                     | Español | Griego |
| - | -------------------------------------------------------------------------- | --- | --- |
| 1 | לְדָוִ֡ד אֵ֘לֶ֤יךָ יְהֹוָ֨ה ׀ אֶקְרָ֗א צוּרִי֮ אַֽל־תֶּחֱרַ֢שׁ מִ֫מֶּ֥נִּי פֶּן־תֶּחֱשֶׁ֥ה מִמֶּ֑נִּי וְ֝נִמְשַׁ֗לְתִּי עִם־י֥וֹרְדֵי בֽוֹר׃ | (Un salmo de David.) A ti clamaré, oh Jehová, roca mía; no calles para conmigo; no sea que, si callas para conmigo, me vuelva como los que descienden a la fosa. | Τοῦ Δαυΐδ. - ΠΡΟΣ σέ, Κύριε, ἐκέκραξα, ὁ Θεός μου, μὴ παρασιωπήσῃς ἀπ᾿ ἐμοῦ, μήποτε παρασιωπήσῃς ἀπ᾿ ἐμοῦ καὶ ὁμοιωθήσομαι τοῖς καταβαίνουσιν εἰς λάκκον.               |
| 2 | שְׁמַ֤ע ק֣וֹל תַּ֭חֲנוּנַי בְּשַׁוְּעִ֣י אֵלֶ֑יךָ בְּנׇשְׂאִ֥י יָ֝דַ֗י אֶל־דְּבִ֥יר קׇדְשֶֽׁךָ׃                          | Escucha la voz de mis súplicas, cuando clamo a ti, cuando alzo mis manos hacia tu santo oráculo.                                                                 | εἰσάκουσον τῆς φωνῆς τῆς δεήσεώς μου ἐν τῷ δέεσθαί με πρὸς σέ, ἐν τῷ αἴρειν με χεῖράς μου πρὸς ναὸν ἅγιόν σου.                                                          |
| 3 | אַל־תִּמְשְׁכֵ֣נִי עִם־רְשָׁעִים֮ וְעִם־פֹּ֢עֲלֵ֫י אָ֥וֶן דֹּבְרֵ֣י שָׁ֭לוֹם עִם־רֵעֵיהֶ֑ם וְ֝רָעָ֗ה בִּלְבָבָֽם׃             | No me apartes con los impíos y con los obradores de iniquidad, que hablan paz a sus vecinos, pero la maldad está en sus corazones.                               | μὴ συνελκύσῃς μετὰ ἁμαρτωλῶν τὴν ψυχήν μου καὶ μετὰ ἐργαζομένων ἀδικίαν μὴ συναπολέσῃς με τῶν λαλούντων εἰρήνην μετὰ τῶν πλησίον αὐτῶν, κακὰ δὲ ἐν ταῖς καρδίαις αὐτῶν. |
| 4 | תֶּן־לָהֶ֣ם כְּפׇעֳלָם֮ וּכְרֹ֢עַ מַעַלְלֵ֫יהֶ֥ם כְּמַעֲשֵׂ֣ה יְ֭דֵיהֶם תֵּ֣ן לָהֶ֑ם הָשֵׁ֖ב גְּמוּלָ֣ם לָהֶֽם׃                | Dales conforme a sus obras, y conforme a la maldad de sus esfuerzos; dales conforme a la obra de sus manos; ríndeles su desierto.                                | δὸς αὐτοῖς, Κύριε, κατὰ τὰ ἔργα αὐτῶν καὶ κατὰ τὴν πονηρίαν τῶν ἐπιτηδευμάτων αὐτῶν· κατὰ τὰ ἔργα τῶν χειρῶν αὐτῶν δὸς αὐτοῖς, ἀπόδος τὸ ἀνταπόδομα αὐτῶν αὐτοῖς.       |
| 5 | כִּ֤י לֹ֪א יָבִ֡ינוּ אֶל־פְּעֻלֹּ֣ת יְ֭הֹוָה וְאֶל־מַעֲשֵׂ֣ה יָדָ֑יו יֶ֝הֶרְסֵ֗ם וְלֹ֣א יִבְנֵֽם׃                     | Por cuanto no consideran las obras del Señor, ni la operación de sus manos, él los destruirá, y no los edificará.                                                | ὅτι οὐ συνῆκαν εἰς τὰ ἔργα Κυρίου καὶ εἰς τὰ ἔργα τῶν χειρῶν αὐτοῦ· καθελεῖς αὐτοὺς καὶ οὐ μὴ οἰκοδομήσεις αὐτούς.                                                      |
| 6 | בָּר֥וּךְ יְהֹוָ֑ה כִּי־שָׁ֝מַ֗ע ק֣וֹל תַּחֲנוּנָֽי׃                                               | Bendito sea Señor, porque ha escuchado la voz de mis súplicas.                                                                                                   | εὐλογητὸς Κύριος, ὅτι εἰσήκουσε τῆς φωνῆς τῆς δεήσεώς μου. |
| 7 | יְהֹוָ֤ה ׀ עֻזִּ֥י וּמָגִנִּי֮ בּ֤וֹ בָטַ֥ח לִבִּ֗י וְֽנֶ֫עֱזָ֥רְתִּי וַיַּעֲלֹ֥ז לִבִּ֑י וּֽמִשִּׁירִ֥י אֲהוֹדֶֽנּוּ׃               | El Señor es mi fortaleza y mi escudo; en él confió mi corazón, y soy ayudado; por tanto, mi corazón se alegra en gran manera, y con mi cántico lo alabaré.       | Κύριος βοηθός μου καὶ ὑπερασπιστής μου· ἐπ᾿ αὐτῷ ἤλπισεν ἡ καρδία μου, καὶ ἐβοηθήθην, καὶ ἀνέθαλεν ἡ σάρξ μου· καὶ ἐκ θελήματός μου ἐξομολογήσομαι αὐτῷ.                |
| 8 | יְהֹוָ֥ה עֹֽז־לָ֑מוֹ וּמָ֘ע֤וֹז יְשׁוּע֖וֹת מְשִׁיח֣וֹ הֽוּא׃                                        | El Señor es su fortaleza, y él es la fuerza salvadora de sus ungidos.                                                                                            | Κύριος κραταίωμα τοῦ λαοῦ αὐτοῦ καὶ ὑπερασπιστὴς τῶν σωτηρίων τοῦ χριστοῦ αὐτοῦ ἐστι.                                                                                   |
| 9 | הוֹשִׁ֤יעָה ׀ אֶת־עַמֶּ֗ךָ וּבָרֵ֥ךְ אֶת־נַחֲלָתֶ֑ךָ וּֽרְעֵ֥ם וְ֝נַשְּׂאֵ֗ם עַד־הָעוֹלָֽם׃                         | Salva a tu pueblo y bendice tu heredad; aliméntalo también y levántalo para siempre.                                                                             | σῶσον τὸν λαόν σου καὶ εὐλόγησον τὴν κληρονομίαν σου καὶ ποίμανον αὐτοὺς καὶ ἔπαρον αὐτοὺς ἕως τοῦ αἰῶνος.                                                              |

### Versión de la Biblia del Rey Jacobo
1. Sobre ti clamaré, oh señor, roca mía; no te quedes callado; no sea que si te quedes callado, me convierto como los que descienden al pozo.
2. Escucha la voz de mis súplicas cuando te lloro, cuando levanto mis manos hacia tu santo oráculo.
3. No me alejes de los malvados y de los trabajadores de la iniquidad, que hablan paz a sus vecinos, pero la maldad está en sus corazones.
4. Dales de acuerdo con sus obras, y de acuerdo con la maldad de sus esfuerzos: dales después del trabajo de sus manos; hazles su desierto.
5. Como no consideran las obras de Jehová, ni la operación de sus manos, las destruirá y no las edificará.
6. Bendito sea el señor, porque ha escuchado la voz de mis súplicas.
7. El señor es mi fuerza y mi escudo; mi corazón confiaba en él, y me ayudan: por lo tanto, mi corazón se regocija mucho; y con mi canción lo alabaré.
8. El señor es su fuerza, y él es la fuerza salvadora de su ungido.
9. Salva a tu pueblo y bendice tu herencia: aliméntalos también y levántalos para siempre.

## Comentarios

### De la iglesia católica

#### A todo el salmo
El salmo mantiene la misma actitud orante que el anterior, reflejando un clima de súplica intensa y personal. Se repiten términos clave como clamor, roca, escuchar y auxilio, lo que indica una continuidad temática en la experiencia del creyente que se enfrenta a la adversidad pero confía en Dios. En esta ocasión, se acentúa especialmente la escucha divina como cuestión vital: que el Señor atienda la oración es condición de vida, de no caer en la muerte. El gesto litúrgico de levantar las manos hacia el Templo (v. 2) acompaña a la voz que anhela habitar en la presencia de Dios, reforzando la conexión entre oración, deseo de comunión y liturgia. La estructura del salmo refleja un proceso interior: comienza con la súplica urgente (vv. 1-2), pasa por la petición de justicia contra los impíos (vv. 3-5), y desemboca en la alabanza confiada por la escucha divina (vv. 6-7), concluyendo con una súplica por la salvación del pueblo entero (vv. 8-9).
Desde una lectura cristiana, el salmo se abre a una dimensión escatológica: anticipa la promesa de Jesús sobre el juicio final y la retribución según las obras. En este sentido, la oración se transforma en una súplica por la perseverancia en el bien y por la capacidad de discernir la acción de Dios en medio de la historia personal. La actitud del creyente es, entonces, una espera activa, sostenida por la fe, la esperanza y el deseo de fidelidad.

#### A los versícculos 1-7
Para el salmista, el silencio de Dios no es una simple ausencia, sino una amenaza de muerte. Vivir sin la respuesta divina equivale a quedar abandonado, sin dirección ni salvación. En contraste con los impíos —quienes ignoran o desprecian la acción de Dios en los acontecimientos de la vida (v. 5)—, el orante reconoce esa acción y se abre a ella con confianza. La petición de castigo para los malvados (v. 4) no nace de un impulso de venganza, sino del deseo de que se haga visible la justicia de Dios, como también se expresa en Sal 5,11.
El reconocimiento de la mano divina en la historia personal del salmista es lo que le permite pasar de la súplica angustiada a la alabanza gozosa. Ya sea porque ha sido liberado de un peligro real, o porque está seguro de que lo será, su reacción es de gratitud y paz. Esta confianza transforma su relación con Dios: lo que antes era clamor se convierte ahora en bendición, y el corazón que temía la muerte se llena de alegría por la certeza de la salvación.

La paz, que lleva consigo la alegría, el mundo no puede darla. —Siempre están los hombres haciendo paces, y siempre andan enzarzados con guerras, porque han olvidado el consejo de luchar por dentro, de acudir al auxilio de Dios, para que Él venza, y conseguir así la paz en el propio yo, en el propio hogar, en la sociedad y en el mundo. —Si nos conducimos de este modo, la alegría será tuya y mía, porque es propiedad de los que vencen; y con la gracia de Dios —que no pierde batallas— nos llamaremos vencedores, si somos humildes.

#### A los versículos 8-9
En la parte final del salmo, la oración personal del salmista se abre a una dimensión comunitaria. La súplica ya no se centra solo en su experiencia individual, sino que se extiende al pueblo de Dios y a la figura del rey, representando así a toda la nación elegida. Esta ampliación puede ser fruto de una adaptación litúrgica posterior, orientada a vincular la oración con el destino del pueblo y su liderazgo (v. 8). El término “Ungido” puede aludir al rey como representante del pueblo ante Dios, pero también, en un contexto más amplio y teológico, al mismo pueblo elegido, consagrado por Dios. Esta doble lectura es reforzada por el paralelismo del versícculo.
En el versículo 9, cuando ya ha desaparecido la monarquía, la imagen del pastor sustituye a la del rey humano: Dios mismo se presenta como el verdadero guía y protector de su pueblo. El salmo concluye así con una visión de esperanza colectiva, en la que el Señor reina y cuida directamente a su heredad. Esta transición de lo individual a lo comunitario refleja la evolución de la espiritualidad bíblica, donde la salvación personal se entiende inseparable del destino del pueblo entero.

## Usos

### Judaísmo
El verso 9 es el primer verso del párrafo Hoshia Et Amecha de Pesukei Dezimra. Este versículo, debido a sus 10 palabras, a menudo se usa para contar las diez personas necesarias para un Minyan, ya que la ley judía prohíbe el conteo numérico de personas.